# Türkmentokat, Odunpazarı
Türkmentokat là một xã thuộc huyện Odunpazarı, tỉnh Eskişehir, Thổ Nhĩ Kỳ. Dân số thời điểm năm 2011 là 337 người.